# IBM 5120
IBM 5120 je računalo koje je na tržište izašlo u veljači 1980. godine. Nasljednik je modela IBM 5110.
U istom se kućištu nalazio monokromatski CRT zaslon veličine 9", tipkovnica, procesor, memorija i dva 8-inčna disketna pogona. 
Konfiguracija koja je uključivala kapacitet od 32.768 znakova, pisač brzine 120 znakova u sekundi te programski jezik BASIC koštala je manje od 13.500 USD, a cijene drugih konfiguracija kretale su se u rangu od 9.340 do 23.990 USD. U isto vrijeme IBM je za ovo računalo izdao seriju programa za poslovne namjene. Nasljednik računala IBM 5120 je IBM System/23.